# Шапшукова, Нарма
На́рма Шапшуко́ва (в девичестве — Мария Маркина; 1901, станица Батлаевская, Сальский округ, Российская империя — 1978, Элиста, Калмыцкая АССР, РСФСР) — участница Гражданской войны, кавалер орденов Красного Знамени и Красной звезды, общественный деятель Калмыцкой АССР.

## Биография
В 1918 году Нарма Шапшукова вступила в красноармейский партизанский отряд.
С 1919 по 1921 годы воевала в составе Первого и Второго калмыцких кавалерийских полков, входивших в Первую конную армию под управлением Будённого. В полку познакомилась с командиром эскадрона Максимом Шапшуковым, за которого вскоре вышла замуж. Вместе с мужем принимала участие в сражениях. Во время одной битвы спасла жизнь командиру полка Акиму Стаценко.
После гражданской войны участвовала в общественной жизни Калмыкии. В 1930-е годы была членом исполкома Калмыцкого областного Совета депутатов трудящихся, членом ЦИК Калмыцкой АССР, депутатом Верховного Совета Калмыцкой АССР.
В 1958 году вышла на пенсию. Скончалась в 1978 году.

## Память
- Именем Нармы Шапшуковой названа улица в Элисте, Калмыкия.
- Калмыцкая поэтесса Бося Сангаджиева написала в 1960 году поэму «Нарма», которая посвящена Нарме Шапшуковой.
- Заслуженный художник РСФСР Никита Санджиев написал картину «Портрет Нармы Шапшуковой».
- Художник Василий Сварог написал картину «Подвиг Нармы Шапшуковой».
- Подвиг Нармы Шапшуковой описан в книге «Мудрёшкин сын» калмыцкого писателя Антона Амур-Санана.